# Ordnungsmittel
Der Rechtsbegriff Ordnungsmittel (Art. 5 ff. EGStGB, § 177 bis § 182 GVG) bezeichnet im deutschen Recht bestimmte gerichtlich angeordnete Sanktionen. 
Darunter fallen die richterliche Anordnungen gegen Prozessbeteiligte oder Zuschauer, die der Aufrechterhaltung der Ordnung im Gerichtsverfahren und der Sicherung der ordnungsgemäßen Durchführung des Verfahrens dienen. Mit ihnen wird ungebührliches Verhalten geahndet oder ein bestimmtes Verhalten erzwungen. Sie werden in zahlreichen Verfahrensvorschriften angedroht.
Zum anderen sind Ordnungsmittel Sanktionen zur Vollstreckung von Unterlassungsansprüchen.

## Ordnungsmittel zur Sicherung eines geordneten Gerichtsverfahrens
Ordnungsmittel sind
1. das Entfernen von Personen aus dem Sitzungssaal,
2. das Ordnungsgeld und
3. die Ordnungshaft.

Häufigste Anwendungsfälle sind
- bei Zeugen das Nichterscheinen ohne ausreichende Entschuldigung, die unberechtigte Aussageverweigerung (siehe hierzu auch: Zeugnisverweigerungsrecht) und die unberechtigte Verweigerung der Eidesleistung.
- bei Zuschauern, Zeugen, Sachverständigen und Angeklagten Zuwiderhandlungen gegen die Anordnungen des Gerichtsvorsitzenden.
- Ungebühr (Ungehörigkeit) vor Gericht.

Nicht zulässig sind Ordnungsmittel beim Verteidiger, dem Sitzungsvertreter der Staatsanwaltschaft (auch Rechtsreferendare), Schöffen und Beisitzern.
Auch gegen eine Partei kann ein Ordnungsgeld (nicht jedoch Ordnungshaft) wie gegen einen Zeugen verhängt werden, sofern sie einer gerichtlichen Ladung nicht nachkommt (§ 141 Abs. 3 ZPO).
Gegen einen verstorbenen Zeugen kann kein Ordnungsmittel festgesetzt werden. Wurde bereits ein Ordnungsmittel festgesetzt und war zum Todeszeitpunkt noch ein Rechtsmittel gegen die Verhängung bei Gericht anhängig, ist das Verfahren durch Beschluss einzustellen.

### Ordnungsgeld
Ordnungsgeld als Sanktion ist die durch das Gericht angeordnete Verpflichtung zur Zahlung einer Geldleistung. Die Anordnung wird häufig sogleich mit der Androhung von Ordnungshaft für den Fall der Nichteintreibbarkeit des Ordnungsgeldes verbunden.

### Ordnungshaft
Ordnungshaft ist eine im Falle der genannten Verstöße angedrohte Freiheitsentziehung. Sie darf nur von einem Richter angeordnet werden.
Im Strafverfahren kann sie von 1 Tag bis zu 6 Wochen verhängt werden (Art. 6 Abs. 2 EGStGB). Gesetzlich geregelt ist sie in § 70 Abs. 1 Strafprozessordnung (StPO). In § 70 Abs. 2 StPO ist zusätzlich die Möglichkeit einer Beugehaft von bis zu sechs Monaten vorgesehen.
Die Beugehaft wird beendet, wenn der Zeuge sich zu einer Aussage bereit erklärt. Außer bei nur vorgetäuschter Bereitschaft des Zeugen hat die bloße Mitteilung der Willensänderung des Zeugen zur sofortigen Beendigung der Haft zu führen.
Sind die Maßregeln erschöpft, so können sie in demselben oder in einem anderen Verfahren, das dieselbe Tat zum Gegenstand hat, nicht wiederholt werden (§ 70 Abs. 4 StPO).
Für den Zivilprozess trifft § 380 Zivilprozessordnung (ZPO) eine entsprechende Regelung, soweit der Zeuge ausbleibt.  Bei wiederholtem Ausbleiben eines Zeugen können die Maßnahmen mehrfach angeordnet werden. Es kann dann auch eine zwangsweise Vorführung des Zeugen angeordnet werden.
Die Beuge- bzw. Ordnungshaft bei Verweigerung des Zeugnisses ist in § 390 ZPO geregelt.

## Ordnungsgeld und Ordnungshaft nach § 890 ZPO
Einen anderen Begriff des Ordnungsgeldes und der Ordnungshaft verwendet das deutsche Recht in § 890 ZPO. Dort handelt es sich um die zivilrechtliche Zwangsvollstreckung in Fällen, in denen der Schuldner verpflichtet ist, eine Handlung zu unterlassen (z. B. Verwendung einer fremden Marke, Verbreitung einer falschen Tatsachenbehauptung, körperliche Annäherung an den Gläubiger) oder die Vornahme einer Handlung zu dulden (z. B. Betreten des Grundstücks durch den Nachbarn zum Ausbessern des Zaunes).
Verstößt der Schuldner trotz Androhung des Ordnungsmittels (§ 890 Abs. 2 ZPO) gegen seine Verpflichtung, kann das Gericht ein Ordnungsgeld im gesetzlichen Rahmen von bis zu 250.000 Euro festsetzen oder (alternativ oder ersatzweise) Ordnungshaft. Aus dieser Festsetzung wird von Amts wegen zugunsten der Staatskasse vollstreckt.
Ein Wahlrecht des Schuldners, ob er lieber zahlen oder in Haft gehen möchte, besteht nicht.

## Abgrenzung zum Rechtsbegriff der Zwangsmittel
Nicht zu verwechseln ist die Ordnungshaft mit der Zwangshaft. Zwangshaft dient zum einen  als Zwangsmittel der Verwaltungsvollstreckung. Zum anderen dienen Zwangsgeld und Zwangshaft nach § 888 ZPO der Zwangsvollstreckung einer Verpflichtung des Schuldners zur Vornahme einer nicht vertretbaren Handlung (die also nur er selbst erbringen kann).